# Lydia Rose Bewley
Lydia Rose Bewley (Leicestershire, 9 ottobre 1985) è un'attrice inglese nota soprattutto per il suo ruolo di Jane nel film Finalmente maggiorenni.

## Biografia
Bewley nasce e cresce nel Leicestershire. La madre è una cantante d'opera, mentre suo fratello maggiore, Charlie Bewley, ha interpretato il vampiro Demetri, nella saga di Twilight. È stata istruita alla Our Lady's Convent School prima di frequentare la Loughborough High School, la Leicestershire, Oakham School, Rutland e diplomarsi alla Oxford School of Drama nel 2007.

## Filmografia parziale

### Cinema
- Finalmente maggiorenni (The Inbetweeners Movie), regia di Ben Palmer (2011)
- The Inbetweeners 2, regia di Damon Beesley e Iain Morris (2014)
- Persuasion, regia di Carrie Cracknell (2022)

### Televisione
- Plebs - serie TV, 14 episodi (2013-2014)
- Drifters - serie TV, 24 episodi (2013-2016)
- The Royals - serie TV, 10 episodi (2015-2016)
- I Live with Models - serie TV, 8 episodi (2017)